# 下五屯街道
下五屯街道，是中华人民共和国贵州省黔西南布依族苗族自治州兴义市下辖的一个乡镇级行政单位。

## 行政区划
下五屯街道下辖以下地区：
庄园社区、永康社区、科佐屯村、景家屯村、坝佑村、高卡村和纳山村。